# In-Mind Magazin
Das In-Mind Magazin (auch: In-Mind, The Inquisitive Mind) ist eine populärwissenschaftliche Zeitschrift für Psychologie, die als Online-Magazin erscheint. Sie wurde 2010 als unabhängige, deutschsprachige Ausgabe des internationalen In-Mind-Projekts gegründet. Das In-Mind Magazin veröffentlicht Beiträge zu psychologischen Themen unter einer Creative-Commons-Lizenz. Neben der deutschsprachigen Ausgabe gibt es das In-Mind Magazin auch auf Englisch, Französisch, Niederländisch und Italienisch.

## Ziele und Inhalte
Ziel des In-Mind Magazins ist die Förderung der Wissenschaftskommunikation in der Psychologie. Besonderheit des ehrenamtlichen und nicht-kommerziellen Projekts ist, dass alle Beiträge von aktiven Wissenschaftlern aus der Psychologie verfasst werden. Das unterscheidet das In-Mind Magazin von anderen populärwissenschaftlichen Zeitschriften, deren Artikel von Wissenschaftsjournalisten geschrieben werden.
Das hauptsächliche Format sind längere Magazin-Beiträge, die in Anlehnung an wissenschaftliche Journale zur Qualitätssicherung ein Peer-Review-Verfahren durchlaufen. Dabei werden die Beiträge von fachinternen und fachfremden Gutachtern auf fachliche und sprachliche Qualität geprüft.
Neben den vierteljährlich erscheinenden Magazin-Ausgaben veröffentlicht das In-Mind Magazin fortlaufend Kurzbeiträge im In-Mind Blog sowie Interviews und Buchrezensionen.
Die Themen stammen aus allen Bereichen der wissenschaftlichen Psychologie. Regelmäßig veröffentlicht das In-Mind Magazin von Gastherausgebern betreute Sonderausgaben, in denen mehrere Artikel zu einem übergreifenden Themenbereich zusammengefasst sind.

## Auszeichnungen
- 2016: Service to the Field Award der Society for Personality and Social Psychology[4]

- 2018: Förderpreis Psychologie der Deutschen Gesellschaft für Psychologie[5]